# Tales from the Twilight World
Tales from the Twilight World – album powermetalowej formacji Blind Guardian, wydany w 1990 roku. Autor okładki: Andreas Marschall.

## Lista utworów
1. Traveler in Time – 6:02
2. Welcome to Dying – 4:50
3. Weird Dreams – 1:22
4. Lord of the Rings – 3:18
5. Goodbye My Friend – 5:36
6. Lost in the Twilight Hall – 6:02
7. Tommyknockers – 5:13
8. Altair 4 – 2:27
9. The Last Candle – 6:02
10. Run for the Night (wersja live) – 3:44

Dodatkowe utwory na remasterze z 2007 roku:
1. Lost in the Twilight Hall (wersja demo) – 5:58
2. Tommyknockers (wersja demo) – 5:13

## Twórcy

### Zespół
- Hansi Kürsch – wokal, bas
- André Olbrich – gitara
- Marcus Siepen – gitara
- Thomas „Thomen” Stauch – perkusja

### Goście
- Kai Hansen – wokal w utworze Lost in the Twillight Hall, solo w utworze The Last Candle
- Piet Sielck – wokal i efekty
- Mathias Wiesner – efekty
- Rolfi Köhler, „Hacky” Hackmann i Kalle Trapp – wokal

## Inspiracje
- Traveler in Time – Frank Herbert, Diuna (powieść)
- Lord of the Rings – J.R.R.Tolkien, Władca Pierścieni
- Tommyknockers, Altair 4 – Stephen King – Stukostrachy
- Goodbye My Friend – film E.T.